# سیارک ۵۲۹
سیارک ۵۲۹ (به انگلیسی: 529 Preziosa، نامگذاری:1904NT) پانصد و بیست و نهمین سیارک کشف شده‌است که در ۲۰ مارس ۱۹۰۴ و در هایدلبرگ کشف شد.
قدر مطلق سیارک برابر ۱۰٫۰۶ است.